# Liste der griechischen Töpfer und Vasenmaler/U

## Nicht namentlich bekannte Künstler (Notnamen)
| Name            | Wikidata | Profession | Herkunft | Stil  | Zeit    | Bemerkung                             | Beispiel |
| --------------- | -------- | ---------- | -------- | ----- | ------- | ------------------------------------- | -------- |
| Ugento-Maler    |          | Vasenmaler | Apulien  | RF    | 345–305 | gehört zur Gruppe von Zürich 2662     |          |
| Unterwelt-Maler |          | Vasenmaler | Apulien  | RF    | 330/10  | namensgebend für die Unterwelt-Gruppe |          |
| Uppsala-Maler   |          | Vasenmaler | Attika   | RF    |         |                                       |          |
| Utrecht-Maler   |          | Vasenmaler | Attika   | RF/WG |         |                                       |          |

## Künstler-Gruppen
| Name                       | Wikidata                          | Profession                        | Herkunft                          | Stil                              | Zeit                              | Bemerkung                                                    | Beispiel                          |
| -------------------------- | --------------------------------- | --------------------------------- | --------------------------------- | --------------------------------- | --------------------------------- | ------------------------------------------------------------ | --------------------------------- |
| Unterwelt-Gruppe           |                                   | Vasenmaler                        | Apulien                           | RF                                | 2/2 4. Jh.                        | nach dem wichtigsten Vertreter, dem Unterwelt-Maler, benannt |                                   |
| Uprooter-Klasse            |                                   | Töpfer                            | Attika                            | SF                                | 4/4 6. Jh.                        |                                                              |                                   |
| Ure-Rhitsona-58-Klasse A   |                                   | Töpfer                            | Attika                            | SF                                |                                   |                                                              |                                   |
| Ures Klasse C              |                                   | Töpfer                            | Attika                            | SF                                |                                   |                                                              |                                   |
| Ures Klasse D1             |                                   | Töpfer                            | Attika                            | SF                                |                                   |                                                              |                                   |
| Ures Klasse der Skyphoi A1 | siehe unter Klasse der Skyphoi A1 | siehe unter Klasse der Skyphoi A1 | siehe unter Klasse der Skyphoi A1 | siehe unter Klasse der Skyphoi A1 | siehe unter Klasse der Skyphoi A1 | siehe unter Klasse der Skyphoi A1                            | siehe unter Klasse der Skyphoi A1 |
| Ures Klasse der Skyphoi A2 | siehe unter Klasse der Skyphoi A2 | siehe unter Klasse der Skyphoi A2 | siehe unter Klasse der Skyphoi A2 | siehe unter Klasse der Skyphoi A2 | siehe unter Klasse der Skyphoi A2 | siehe unter Klasse der Skyphoi A2                            | siehe unter Klasse der Skyphoi A2 |
| Ures Klasse der Skyphoi K2 | siehe unter Klasse der Skyphoi K2 | siehe unter Klasse der Skyphoi K2 | siehe unter Klasse der Skyphoi K2 | siehe unter Klasse der Skyphoi K2 | siehe unter Klasse der Skyphoi K2 | siehe unter Klasse der Skyphoi K2                            | siehe unter Klasse der Skyphoi K2 |
| Ures Rhitsona-Klasse E     |                                   | Töpfer                            | Attika                            | SF                                |                                   |                                                              |                                   |
| Ures Typ A                 |                                   | Töpfer                            | Attika                            | SF                                |                                   |                                                              |                                   |
| Ures Typ B                 |                                   | Töpfer                            | Attika                            | SF                                |                                   |                                                              |                                   |
| Urla-Gruppe                |                                   | Vasenmaler                        | Klazomenai                        | SF                                | 3/4 6. Jh.                        |                                                              |                                   |